# Franklin Park (Floryda)
Franklin Park – jednostka osadnicza w Stanach Zjednoczonych, w stanie Floryda, w hrabstwie Broward.